# Jeunesse (film, 1910)
Pour les articles homonymes, voir Jeunesse (homonymie).
Pour plus de détails, voir Fiche technique et Distribution.
Jeunesse est un film muet français réalisé par Louis Feuillade et Léonce Perret, sorti en 1910.

## Fiche technique
- Titre : Jeunesse
- Réalisation : Louis Feuillade et Léonce Perret
- Scénario : Louis Feuillade  et Léonce Perret
- Société de production : Société des Établissements L. Gaumont
- Pays d'origine :  France
- Langue : film muet avec les intertitres  en français
- Format : Noir et blanc — 35 mm — 1,33:1 — Muet
- Métrage : 189 mètres
- Genre :
- Durée : 6 minutes et 15 secondes
- Dates de sortie :
  -  France : 1910